# Гуриад ап Элидир
Гуриад ап Элидир (также известен как Гуриад Манау; валл. Gwriad ap Elidyr; рубеж VIII и IX веков) — правитель конца VIII века в Британии. О нём очень мало известно, и он, в основном, появляется в ичторических источниках в связи с его сыном Мервином Веснушчатым, королем Гвинедда с 825 по 844 год и основателем династии Мервинионов.

## Биография

### Происхождение
Согласно генеалогиям от Жезус Колледж, Гуриад был сыном некоего Элидира и был потомком Лливарха Старого и Коэля Старого, правителей из Хен Огледда или «Старого Севера», бриттоязычной части того, что сейчас является южной Шотландией и северной Англией. Поэзия бардов указывает, что Мервин был «из земли Манау», Бриттонское название было применено к нескольким округам, в том числе к Манау Гододдин, к области вокруг Ферт-оф-Форт. Эта местность в Хен Огледде как бы согласуется с тем, как Гуриад происходил из севера. Происхождение из Манау Гододин поддерживали такие ученые, как Уильям Форбс Скин и Джон Эдвард Ллойд.
Другие ученые связывают Гуриада с островом Мэн, известным на Уэльсе, как Инис Манау, а не Манау Гододдин, особенно после открытия в 1896 году каменного креста, датируемого VIII—IX веками, с надписью на нём «Крест Гуриата» (Crux Guriat). Ллойд писал, что это открытие «несомненно облегчает дело» о происхождении Манау. Джон Рис предположил, что Гуриад, возможно, укрылся на острове Манау во время кровавой династической борьбы в Гвинедде между Кинаном Диндайтви и Хивелом, до вступления Мервина на трон. Были предложены и другие места для «Манау», включая Ирландию, Галлоуэй и Поуис.
Рис далее отметил, что в валлийских триадах упоминается «Гуриат, сын Гуриана на Севере», который считается одним из «Трех Королей, которые были Сынами Незнакомцев», который как он предлагает, является ссылкой на отца Мервина. Тем не менее, это противоречит родословной из Жезус Клолледж, в которой отец Гуриада — Элидир. Джеймс Э. Фрейзер предполагает, что Гуриад из «Триады» должен отождествляться с королем Гуретом из Альт-Клута, упоминаемый Анналами Ольстера как умерший в 658 году.

### Правление
Об истории Гуриада почти ничего не известно. Он женился на Эссилте, дочери Кинана Диндайтви, короля Гвинедда. Их сын Мервин позже стал первым королем Гвинедда, который, как известно, не происходил по мужской линии из династии его основателя Кунедды. Мервин, очевидно, унаследовал трон через свою мать, а не через Гуриада, и поддерживал это нетипичное материалистическое требование благодаря своей собственной власти и репутации.
Неизвестны точные годы жизни и правления Гуриада. Конец VIII — начало IX века был отмечен противоборством короля Кинана сына Родри Молуинога и Хивела, его брата.. Во время этой войны, согласно «Хронике принцев», в 814 или 815 году, Кинан был изгнан своим братом Хивелом из инис Мона, убив многих из его армии. Кинан бежал на остров Мэн, к Гуриаду, так как он был женат на его дочери. В «Гвентианской хронике» сообщает, что «во второй войне между Хивелом и его братом Кинаном …, в которой Кинан … напал на своего брата Хивела и выгнал его из Англси» в 814 году. Смерть Кинана Диндатуи записана под 814 год, через короткое время, после изгнания его брата из Англси, где он назван «Королём всего Уэльса».
Также и в «Хронике принцев» сообщается, что в один год (816/817), произошло изгнание Хивела из Англси, во второе время, и смерть Кинана, как короля Гвинедда и опустошение Эрири и захват Ривониога саксами. После смерти Кинана трон Гвинеда занял именно Хивел, однако после кончины последнего в 825 году прямая мужская линия первой королевской династии Гвинеда — потомков Эйниона ап Кунедды, пресеклась. Эти обстоятельства и родство с домом Кунеды по матери дали Мервину возможность включится в борьбу за престол северного валлийского королевства, а тот факт, что все источники знают его следующим королём, указывает, что его борьба была успешной. О деяниях Мервина на острове Мэн информации не сохранилось, однако существование в Гвинеде множества партий, позволяет сделать вывод о том, что тот был достаточно занят валлийскими делами, что позволило норвежско-ирландскому правителю Гебрид Годреду Макфергюсу взять под свою руку остров Мэн около 836 года.

### Семья
Был женат на Эссилт верх Кинан. У него было как минимум два сына — Мервин и Кэдрод, у которого в свою очередь был сын Килмин Дроед-Дду.